# Rue Ceinte
La rue Ceinte est une voie de Dol-de-Bretagne, en Ille-et-Vilaine (France).

## Situation et accès
Située dans le quartier de la Cité la « rue Ceinte » relie la cathédrale Saint-Samson à la rue Lejamptel, qui prolonge vers l'est l'artère principale de Dol-de-Bretagne : la Grande Rue des Stuarts.

## Origine du nom
D’après le chanoine Déric, Rue Ceinte représente « via Cincta » pour quartier entouré d’une rue, ou rue fermée d’une enceinte : «  parce qu’elle était fermée de chaque bout par une porte ». Une autre interprétation viendrait de « via sancta » pour voie sainte car : «  ce petit quartier formait au Moyen Âge le cloître de la cathédrale ». En effet, l’abbé François Duine note qu’il existait « la porte du cloître, près du château ». Enfin Toussaint Gautier : déclare « il était d’usage de fermer de portes la rue où demeurait le clergé de la cathédrale, c’était un moyen de prévenir les écarts et le relâchement... ».

## Historique
Cette rue était autrefois divisée en deux parties :
- La « rue Ceinte » qui débutait cathédrale Saint-Samson et se terminait « rue de la Poissonnerie ».
- La « rue de la Poissonnerie » qui débutait « rue Ceinte » et se terminait rue Étroite (actuelle rue Lejamptel).

Au XIXe siècle, de la « rue Ceinte » et la « rue de la Poissonnerie » sont fusionnées.
Surnommée « rue du Cloître » au Moyen Âge, la  « rue Ceinte » porta le nom de « rue Saincte » en 1538, « rue Sainte » en 1775, « rue Ceinte » à la fin du XVIIIe siècle, « rue Marat » durant la période Révolutionnaire en l'honneur de Jean-Paul Marat, « rue de la Cathédrale » à la Restauration. Elle retrouve finalement son nom lors de la fusion des deux rues.

## Bâtiments remarquables et lieux de mémoire
- Cathédrale Saint-Samson
- Plusieurs vieilles maisons 
  - no 1 : Maison de marchands du XVe siècle, avec étal de granit (située à cette époque « rue de la Poissonnerie »).
  - no 4 : Maison du XVe siècle (située à cette époque « rue de la Poissonnerie »).
  - no 20 : Manoir du Grand Chantre[5]

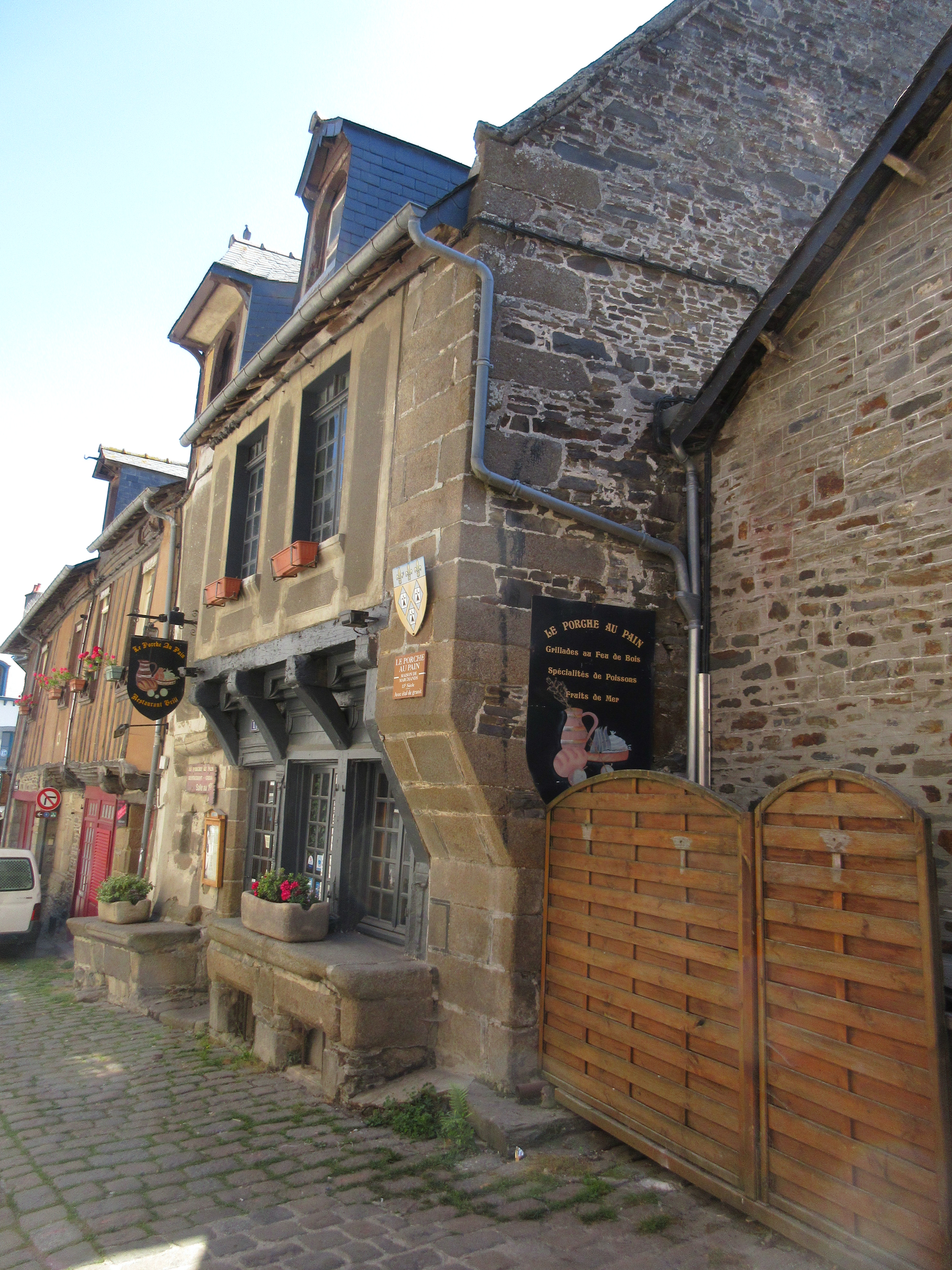
1 rue Ceinte : Maison de marchands du xve siècle.
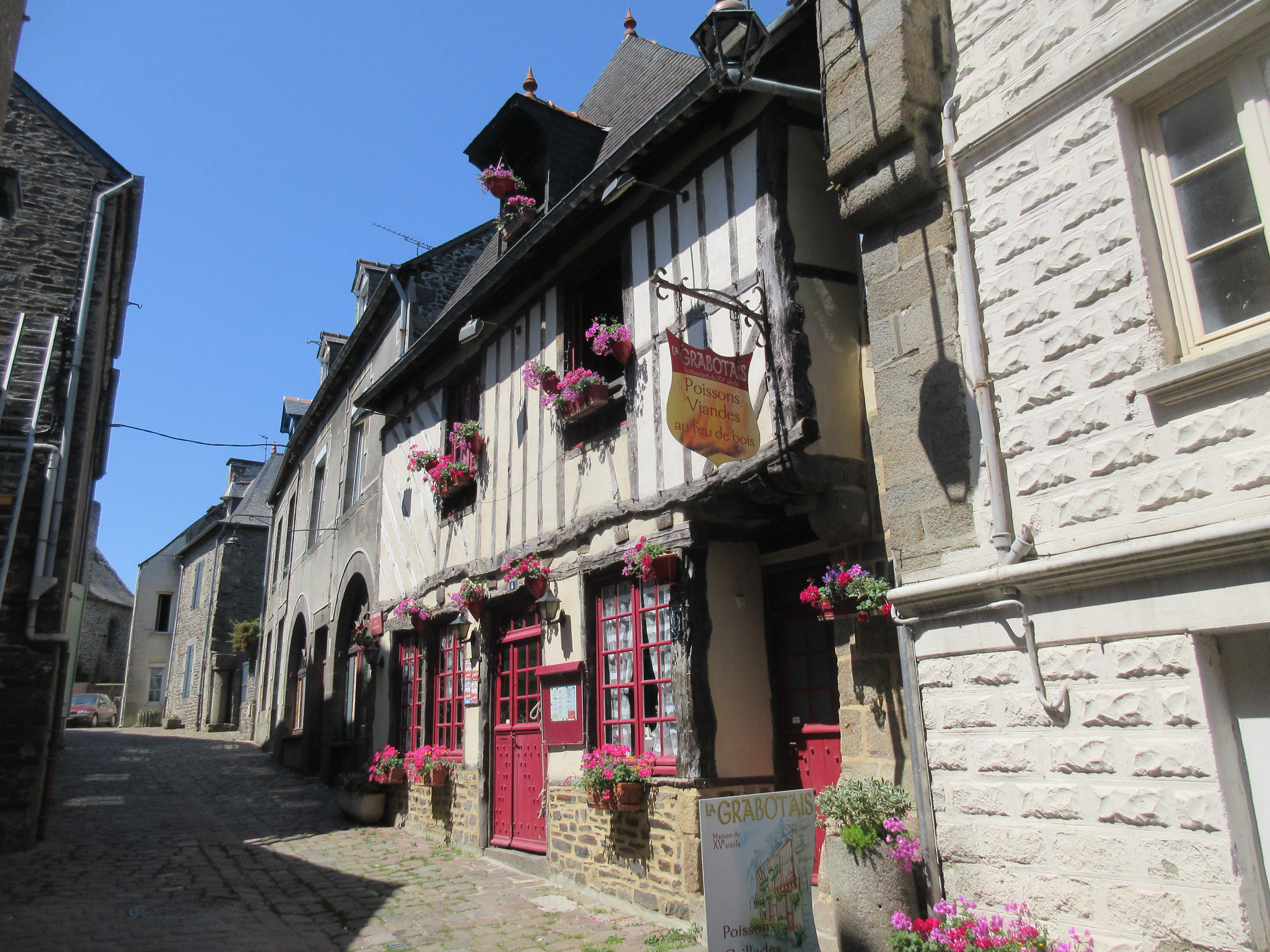
4 rue Ceinte : Maison du xve siècle.
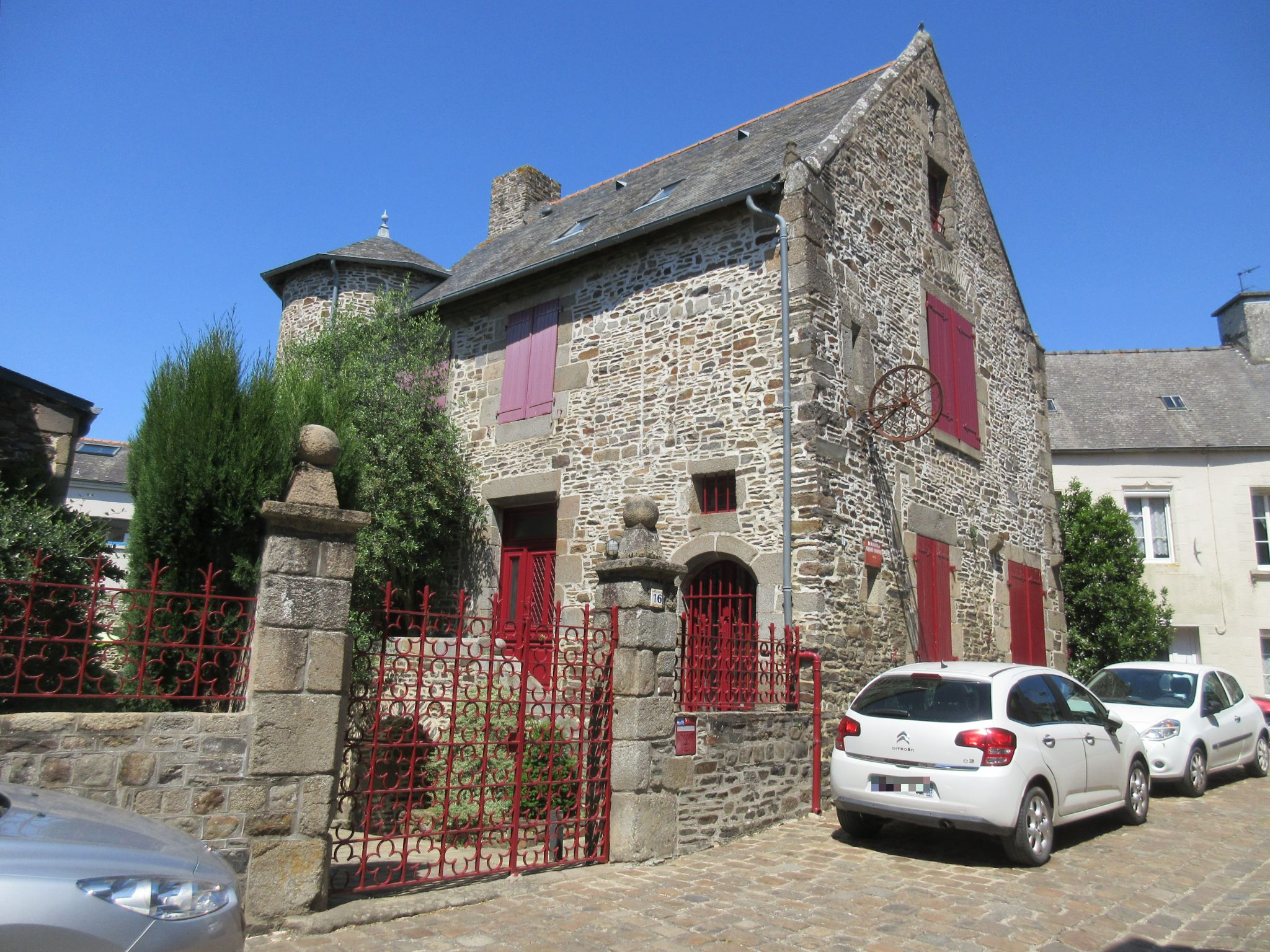
20 rue Ceinte : Manoir du Grand Chantre.
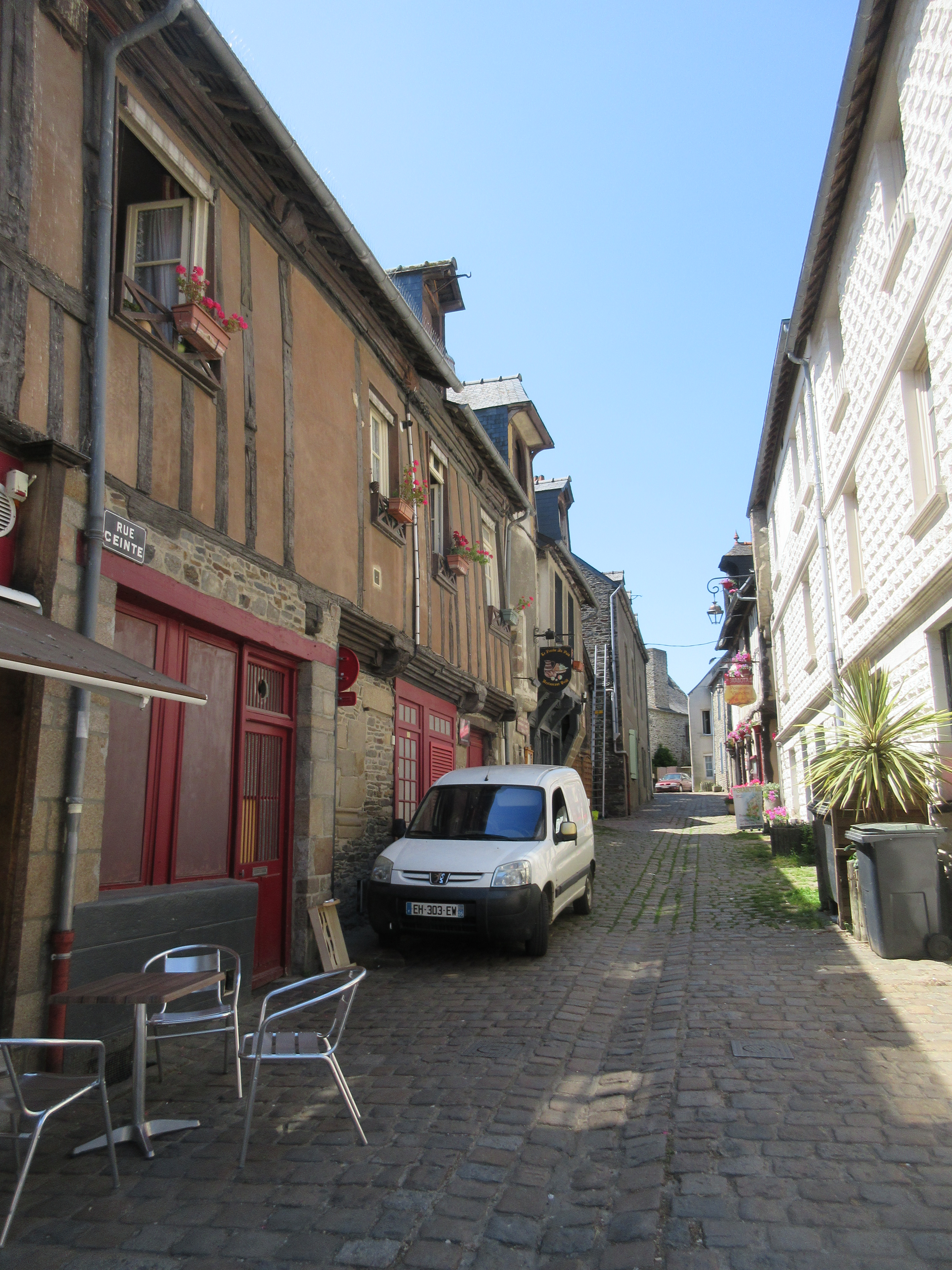
Section  « rue de la Poissonnerie » qui débutait « rue Ceinte » et se terminait rue Étroite (actuelle rue Lejamptel).
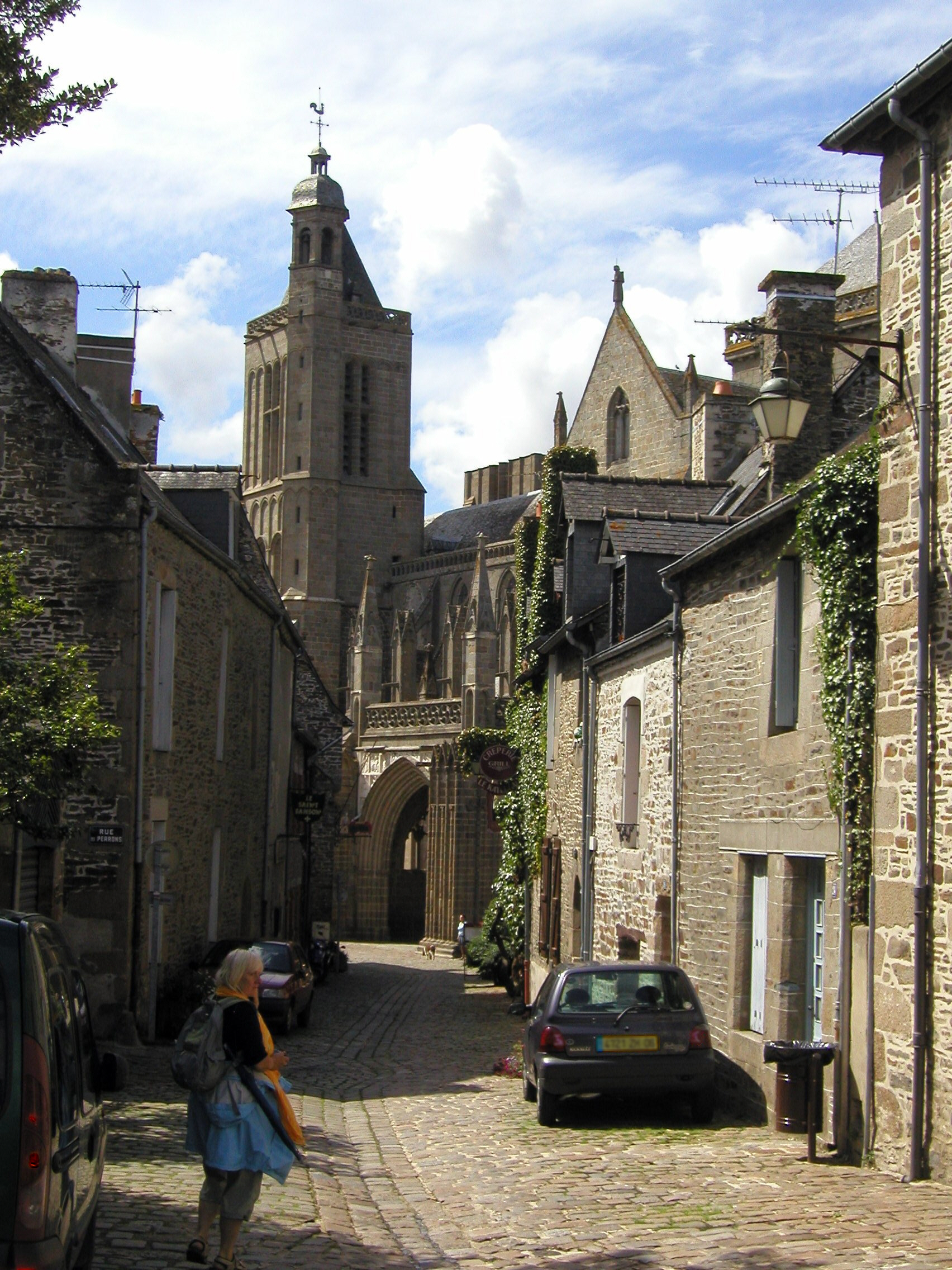
Section « rue Ceinte »  qui débutait « rue de la Poissonnerie » et se terminait cathédrale Saint-Samson.